# هامور نواری
هامور نواری (نام علمی: Epinephelus awoara) نام یک گونه از زیرخانواده هامور است.